# Галиакбаров, Ромэн Рахиммулович
Ромэн Рахиммулович Галиакбаров (род. 23 февраля 1936, Свердловск) — советский и российский учёный-правовед, специалист по уголовному праву, уголовно-исполнительному праву и криминологии, доктор юридических наук, профессор, Заслуженный деятель науки Российской Федерации.

## Биография
Родился 23 февраля 1936 года в городе Свердловске в татарской семье. В 1955—1961 годах работал аналитиком в органах КГБ СССР. В 1961 году с отличием окончил Свердловский юридический институт имени Руденко. В 1961—1964 годах обучался в аспирантуре Свердловского юридического института имени Руденко. В 1964 году защитил диссертацию на соискание учёной степени кандидата юридических наук на тему «Ответственность за религиозное изуверство по Уголовному кодексу РСФСР». В 1966 году Галиакбарову было присвоено учёное звание доцента. В 1969—1979 годах — преподаватель, старший преподаватель, доцент, декан следственно-криминалистического факультета Свердловского юридического института. В 1974 году защитил диссертацию на соискание учёной степени доктора юридических наук на тему «Групповое преступление: юридическая природа, постоянные и переменные признаки». В 1977 году Галиакбарову было присвоено учёное звание профессора.
В 1979—1985 годах работал в должности начальника по научной работе Омской высшей школы МВД СССР. В 1985—1986 годах был начальником кафедры в Горьковской высшей школе МВД СССР. В 1986—1987 годах работал в должности заместителя начальника по научной работе Хабаровской высшей школы МВД СССР. В 1987 году он вышел в отставку по выслуге лет в звании полковника милиции.
В 1987—1994 годах работал в качестве заведующего кафедрой уголовного права Саратовского государственного юридического института имени Курского. В 1994—1997 годах трудился в должности профессора в Саратовском юридическом институте МВД РФ. С 1997 года по 2018 год работал в должности профессора кафедры уголовного права Кубанского государственного аграрного университета.

## Научная деятельность
В сферу научных интересов профессора Галиакбарова входит проблема квалификации преступлений, совершённых на религиозной почве, проблемы квалификации и ответственности за преступления, совершенные в соучастии. Он был одним из основоположников теории группового преступления. Галиакбаров является автором более 150 научных работ, среди которых монографии, учебники и учебно-методические пособия. Им было подготовлено более 30 кандидатов юридических наук. Участвовал в качестве научного консультанта при подготовке 7 докторских диссертаций.

## Награды
- Медаль «Ветеран труда»;
- Медали «За безупречную службу» I, II и III степени;
- Медаль «40 лет Вооружённых Сил СССР»;
- Медаль «200 лет МВД России»;
- Нагрудный знак «Отличник милиции»;
- Почётная грамота Министерства внутренних дел СССР;
- Почётный знак «За отличные успехи в области высшего образования СССР» (1977);
- Заслуженный деятель науки Российской Федерации (1996);
- Почётный работник высшего профессионального образования Российской Федерации (2011).

## Избранные публикации

### Авторефераты диссертаций
- Галиакбаров Р. Р. Ответственность за религиозное изуверство по уголовному кодексу РСФСР: автореф. дис. … канд. юрид. наук. — Саратов, 1964. — 18 с.
- Галиакбаров Р. Р. Групповое преступление: юридическая природа, постоянные и переменные признаки: автореф. дис. … д-ра юрид. наук. — Свердловск, 1974. — 37 с.

### Монографии, учебные пособия
- Галиакбаров Р. Р. Под покровом религии. — Свердловск: Средне-Уральское книжное издательство, 1965. — 35 с.
- Галиакбаров Р. Р. Уголовная ответственность за посягательства на личность и права граждан под видом исполнения религиозных обрядов. — Омск, 1981. — 76 с.
- Галиакбаров Р. Р. Квалификация групповых преступлений / Под ред. В. И. Артёмова. — М.: Юридическая литература, 1980. — 80 с.
- Галиакбаров Р. Р. Система и виды наказаний: лекция. — Горький, 1986. — 36 с.
- Галиакбаров Р. Р. Квалификация многосубъектных преступлений без признаков соучастия. — Хабаровск, 1987. — 95 с.
- Галиакбаров Р. Р. Групповое преступление: Постоянные и переменные признаки. — Свердловск, 1973. — 140 с.
- Галиакбаров Р. Р. Борьба с групповой преступностью средствами уголовного закона. — Саратов, 1999. — 63 с. — ISBN 5-7485-0048-5.
- Галиакбаров Р. Р. и др. Уголовное право России. Часть общая: учебник для бакалавров / ред. Л. Л. Кругликов. — М.: Проспект, 2014. — 563 с. — ISBN 978-5-392-11492-4.
- Галиакбаров Р. Р. и др. Уголовное право России. Часть особенная: учебник для бакалавров / ред. Л. Л. Кругликов. — М.: Проспект, 2014. — 816 с. — ISBN 978-5-392-11494-8.
- Галиакбаров Р. Р. и др. Уголовное право Российской Федерации. Общая часть: учебник / ред. Р. Р. Галиакбаров. — Саратов: Издательство СГАП, 1997. — 425 с. — ISBN 5-7485-0087-6.

### Статьи
- Воронин Ю. А., Галиакбаров Р. Р. Crime in America. Perspectives on criminal and delinquent behavior. — Illinois, 1971. — 460 p. — Преступность в Америке. (Рецензия) // Правоведение : научный журнал. — 1974. — № 5. — С. 127—130.
- Галиакбаров Р. Р., Фролов Е. А., Юшков Ю. Н. Горелик А. С. Назначение наказания по совокупности. — Красноярск, 1975. — 270 с. (Рецензия) // Правоведение : научный журнал. — 1977. — № 4. — С. 123—125.
- Воронин Ю. А., Галиакбаров Р. Р., Козаченко И. Я., Фролов Е. А., Юшков Ю. Н. Куринов Б. А. Научные основы квалификации преступлений. — М.: Изд-во Моск. ун-та, 1976. — 182 с. (Рецензия) // Правоведение : научный журнал. — 1978. — № 5. — С. 130—132.
- Галиакбаров Р. Р. Групповое преступление как форма соучастия // Право и практика : научный журнал. — 2005. — № 1. — С. 9—11. — ISSN 2411-2275.
- Галиакбаров Р. Р. Своеобразие предмета преступлений против собственности в условиях рыночных отношений // «Чёрные дыры» в российском законодательстве : научный журнал. — 2008. — № 2. — С. 162—163. — ISSN 0236-4964.
- Галиакбаров Р. Р., Сокол А. В., Шульга А. В. История возникновения и становления учения о составе преступления в зарубежном уголовном праве // Общество и право : научный журнал. — 2019. — № 3 (69). — С. 37—44. — ISSN 1727-4125.